# Haak

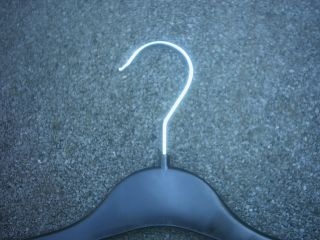
Kleerhanger of knaapje met haak

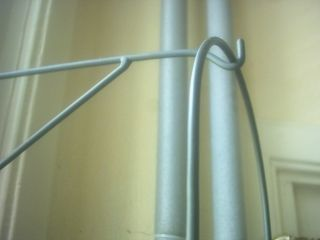
Een haak om iets aan op te hangen

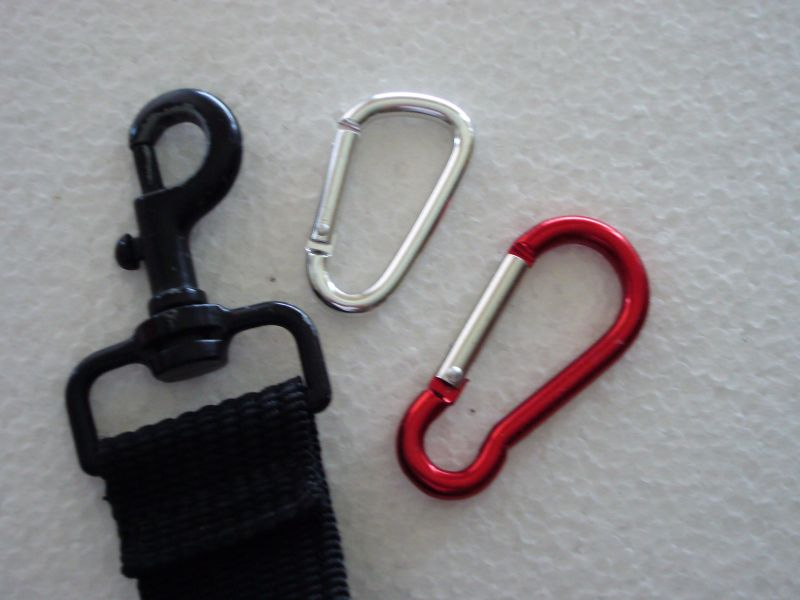
Musketonhaak en karabijnhaken

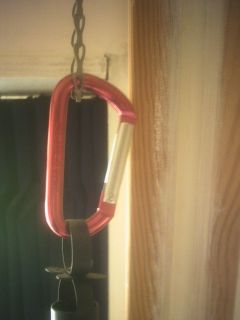
Karabijnhaak

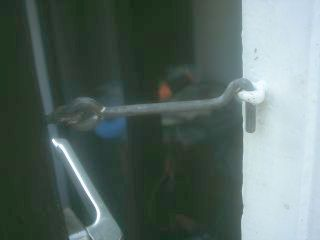
Haak en oog

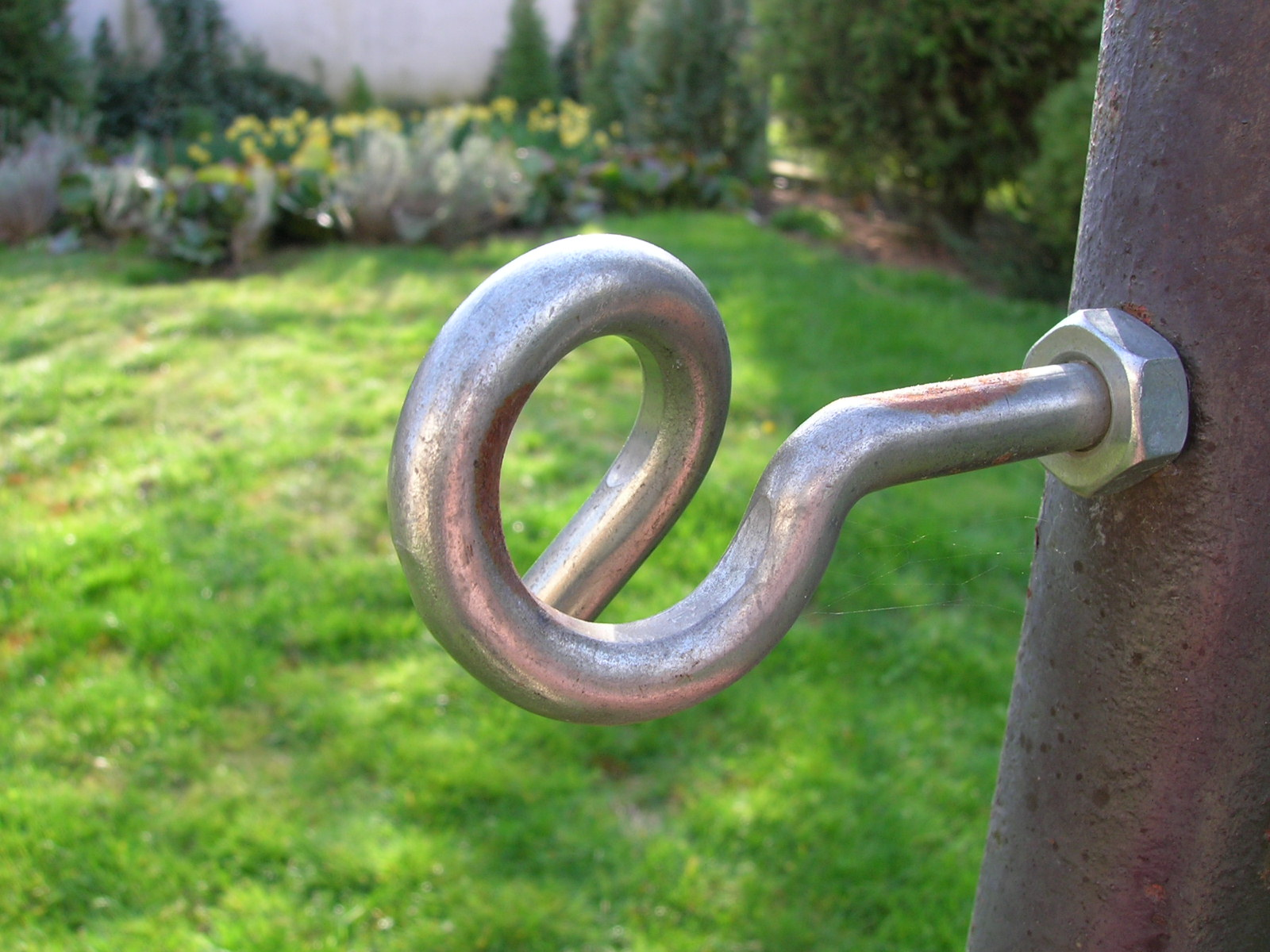
Schommelhaak

Een haak is een gebogen stuk hard materiaal (bijvoorbeeld metaal, kunststof of hout).
Afhankelijk van de plaatsing van de haak kun je met behulp van een haak iets ophangen (in dat geval zit de haak aan het op te hangen object vast) of iets aan een haak ophangen (in dat geval is de haak min of meer 'stationair'). De hoorn van een (niet-draadloze) telefoon wordt aan het einde van het gesprek normaal gesproken weer 'op de haak' gelegd. Aan het einde van de kabel van een hijskraan zit ook vaak een haak. Dat zo'n haak niet absoluut stationair is moge duidelijk zijn. Hetzelfde geldt voor een vishaak.
Vroeger werd een haak wel gebruikt als prothese - vooral bij een geamputeerde of afgehakte hand. In de populaire literatuur worden zeerovers vaker dan eens voorgesteld met een haak op de plaats waar oorspronkelijk een hand zat. Een moderne handprothese heeft qua werking meer weg van een tang dan van een haak.
Als de haak volledig 'rond' loopt noemt men dat een karabijnhaak of musketonhaak. In een karabijn- of musketonhaak is altijd een bewegend gedeelte aanwezig waar de haak geopend kan worden (al dan niet voorzien van een borg die abusievelijk openen kan voorkomen). Als zo'n opening niet aanwezig is spreekt men niet van een haak maar van een ring of een oog. Overigens zijn deze haken zelden echt rond - meestal zijn ze langgerekt.
Het grootste verschil tussen karabijn- en musketonhaken is dat bij karabijnhaken het bewegende deel een integraal onderdeel van de haak uitmaakt en via een scharnier de opening afsluit. Bij musketonhaken is het bewegende gedeelte een los, schuivend onderdeel. Doordat musketonhaken een los onderdeel bevatten en karabijnhaken niet, zijn karabijnhaken meestal iets robuuster. Bij zowel karabijn- als bij musketonhaken wordt de opening door middel van een veer standaard gesloten gehouden.
Karabijnhaken worden o.a. gebruikt in de bergsport, op zeilschepen, tijdens wandel- of trektochten enzovoorts. Musketonhaken worden bijvoorbeeld gebruikt om hondenriemen mee vast te maken, een sleutelbos aan het lusje voor je riem te hangen, en ga zo maar door.
In combinatie met een oog kan een haak ook gebruikt worden om twee ten opzichte van elkaar beweegbare delen tijdelijk in één stand vast te zetten. Een voorbeeld hierbij is het op een kier zetten van een raam of een deur.
Kleine haken worden ook gebruikt om kleding dicht te houden. Ook klittenband bestaat in feite uit heel kleine haakjes.
Door een haak aan het einde van een naald te maken wordt het mogelijk zeer fijn vlechtwerk in draden te maken, hierdoor kunnen prachtige patronen ontstaan. Ook kant kan gehaakt worden.

## Varia
Haak is tevens de benaming voor een oud timmermansgereedschap, de winkelhaak, waarnaar nog verwezen wordt in de uitdrukkingen hou je haaks (een aansporing tot standhouden) en niet in de haak zijn (niet kloppen).